# Gauliga Berlin-Brandenburg 1939/40
Die Gauliga Berlin-Brandenburg 1939/40 war die siebte Spielzeit der Gauliga Berlin-Brandenburg im Fußball.
Mit dem Beginn des Zweiten Weltkrieges wurden deutschlandweit alle Meisterschaftsspiele abgesetzt. In Berlin einigte man sich jedoch darauf, während des Krieges den Spielbetrieb aufrechtzuerhalten, indem man den Danzig-Pokal austrug. Nachdem kurz darauf auch die anderen Verbände im Deutschen Reich den Spielbetrieb wieder aufnahmen, wurde schließlich beschlossen, eine Kriegsmeisterschaft auszutragen. Deshalb wurde der Danzig-Pokal im Nachhinein zur Qualifikation zur Kriegsmeisterschaft umfunktioniert. Im Danzig-Pokal spielten die Mannschaften der 1. Staffel nur gegen Mannschaften der 2. Staffel. Nach Ende der Spiele traten alle Mannschaften der 1. Staffel und die zwei besten Mannschaften der 2. Staffel in zwei Gruppen um die Meisterschaft an. Die beiden Gruppensieger SC Union Oberschöneweide und Blau-Weiß 90 trugen zwei Partien um den Titel aus, welchen sich Union in der Addition sichern konnte. In der Endrunde um die deutsche Meisterschaft scheiterten die Schlosserjungs allerdings am SK Rapid Wien.

## Abschlusstabelle

### Staffel A
| Pl. | Verein                  | Sp. | S | U | N | Tore    | Quote | Punkte |
| --- | ----------------------- | --- | - | - | - | ------- | ----- | ------ |
| 1.  | Blau-Weiß 90 Berlin (M) | 10  | 4 | 4 | 2 | 019:130 | 1,46  | 12:80  |
| 2.  | Lufthansa SG Berlin (N) | 10  | 5 | 1 | 4 | 020:140 | 1,43  | 11:90  |
| 3.  | SV Elektra Berlin       | 10  | 4 | 3 | 3 | 019:230 | 0,83  | 11:90  |
| 4.  | SC Minerva 93           | 10  | 4 | 2 | 4 | 018:210 | 0,86  | 10:10  |
| 5.  | Hertha BSC              | 10  | 3 | 2 | 5 | 017:170 | 1,00  | 08:12  |
| 6.  | BFC Viktoria 1889 (N)   | 10  | 4 | 0 | 6 | 020:250 | 0,80  | 08:12  |

| (M) | Titelverteidiger               |
| (N) | Aufsteiger aus der Bezirksliga |

### Staffel B
| Pl. | Verein                   | Sp. | S | U | N | Tore    | Quote | Punkte |
| --- | ------------------------ | --- | - | - | - | ------- | ----- | ------ |
| 1.  | SC Union Oberschöneweide | 10  | 7 | 1 | 2 | 030:180 | 1,67  | 15:50  |
| 2.  | Brandenburger SC 05      | 10  | 6 | 1 | 3 | 038:170 | 2,24  | 13:70  |
| 3.  | Spandauer SV (N)         | 10  | 6 | 1 | 3 | 030:170 | 1,76  | 13:70  |
| 4.  | Berliner SV 92           | 10  | 4 | 2 | 4 | 021:250 | 0,84  | 10:10  |
| 5.  | Tennis Borussia Berlin   | 10  | 3 | 2 | 5 | 022:280 | 0,79  | 08:12  |
| 6.  | Polizei SV Berlin (N)    | 10  | 0 | 1 | 9 | 009:450 | 0,20  | 01:19  |

| (N) | Aufsteiger aus der Bezirksliga |

### Finale
| Datum |                                             | Gesamt |                                        | Hinspiel | Rückspiel |
| ----- | ------------------------------------------- | ------ | -------------------------------------- | -------- | --------- |
| 1940  | SC Union Oberschöneweide (Sieger Staffel B) | 4:1    | Blau-Weiß 90 Berlin (Sieger Staffel A) | 1:2      | 3:0       |

## Aufstiegsrunde
| Pl. | Verein                                                                   | Sp. | S | U | N | Tore    | Quote | Punkte |
| --- | ------------------------------------------------------------------------ | --- | - | - | - | ------- | ----- | ------ |
| 1.  | SC Wacker 04 Tegel (Sieger Bezirksklasse Berlin-Potsdam Staffel Nord)    | 8   | 7 | 0 | 1 | 039:100 | 3,90  | 14:20  |
| 2.  | Neuköllner SC Tasmania (Sieger Bezirksklasse Berlin-Potsdam Staffel Ost) | 8   | 4 | 1 | 3 | 018:170 | 1,06  | 09:70  |
| 3.  | SV Sturm Grube Marga (Sieger Bezirksklasse Lausitz)                      | 8   | 4 | 0 | 4 | 017:200 | 0,85  | 08:80  |
| 4.  | BFC Preussen (Sieger Bezirksklasse Berlin-Potsdam Staffel Süd)           | 8   | 3 | 1 | 4 | 014:190 | 0,74  | 07:90  |
| 5.  | SpVgg Potsdam 03 (Sieger Bezirksklasse Berlin-Potsdam Staffel West)      | 8   | 1 | 0 | 7 | 011:330 | 0,33  | 02:14  |